# Hershey Creamery Company

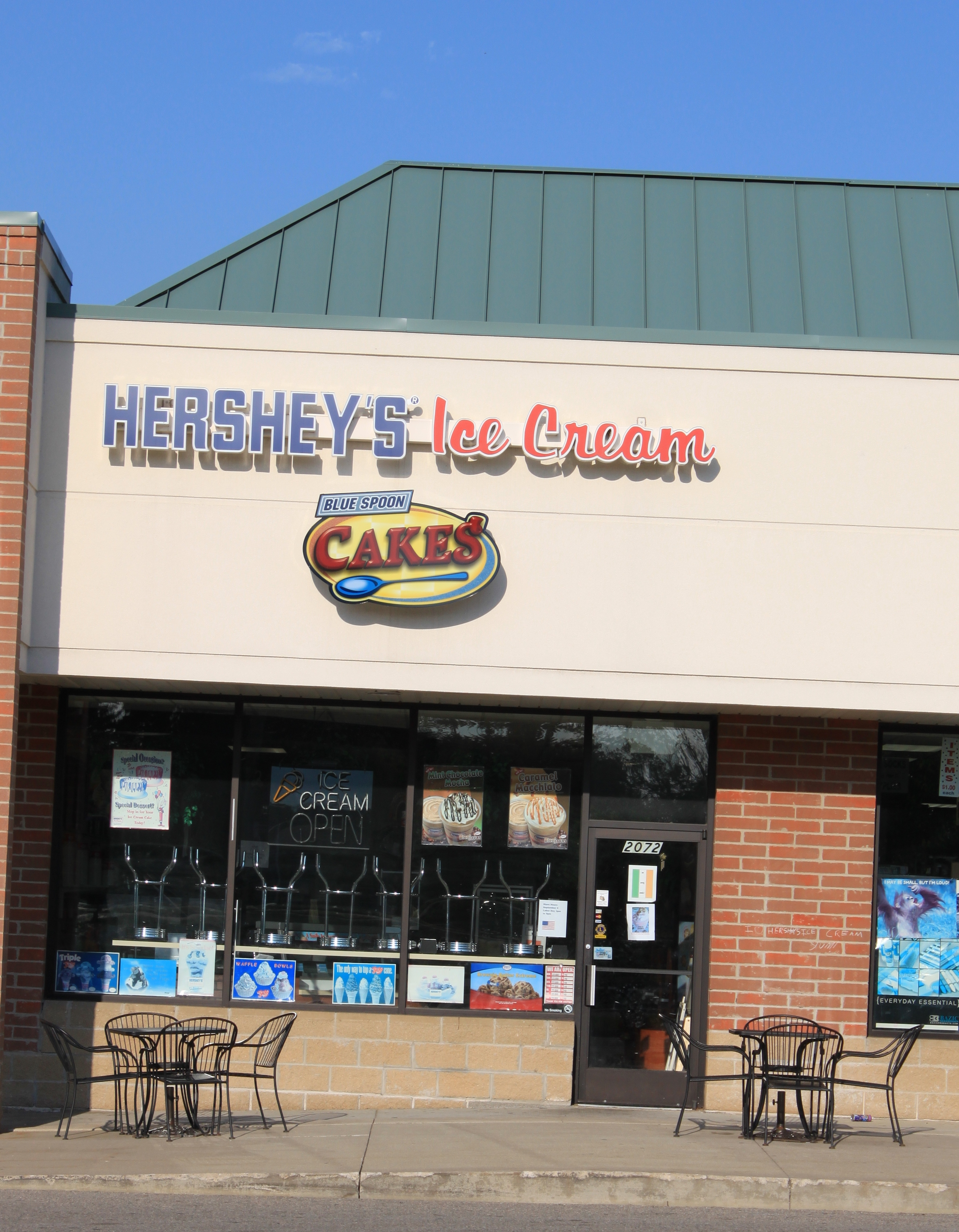
кафе-морозиво Херші компанії, Іпсіланті, Мічиган

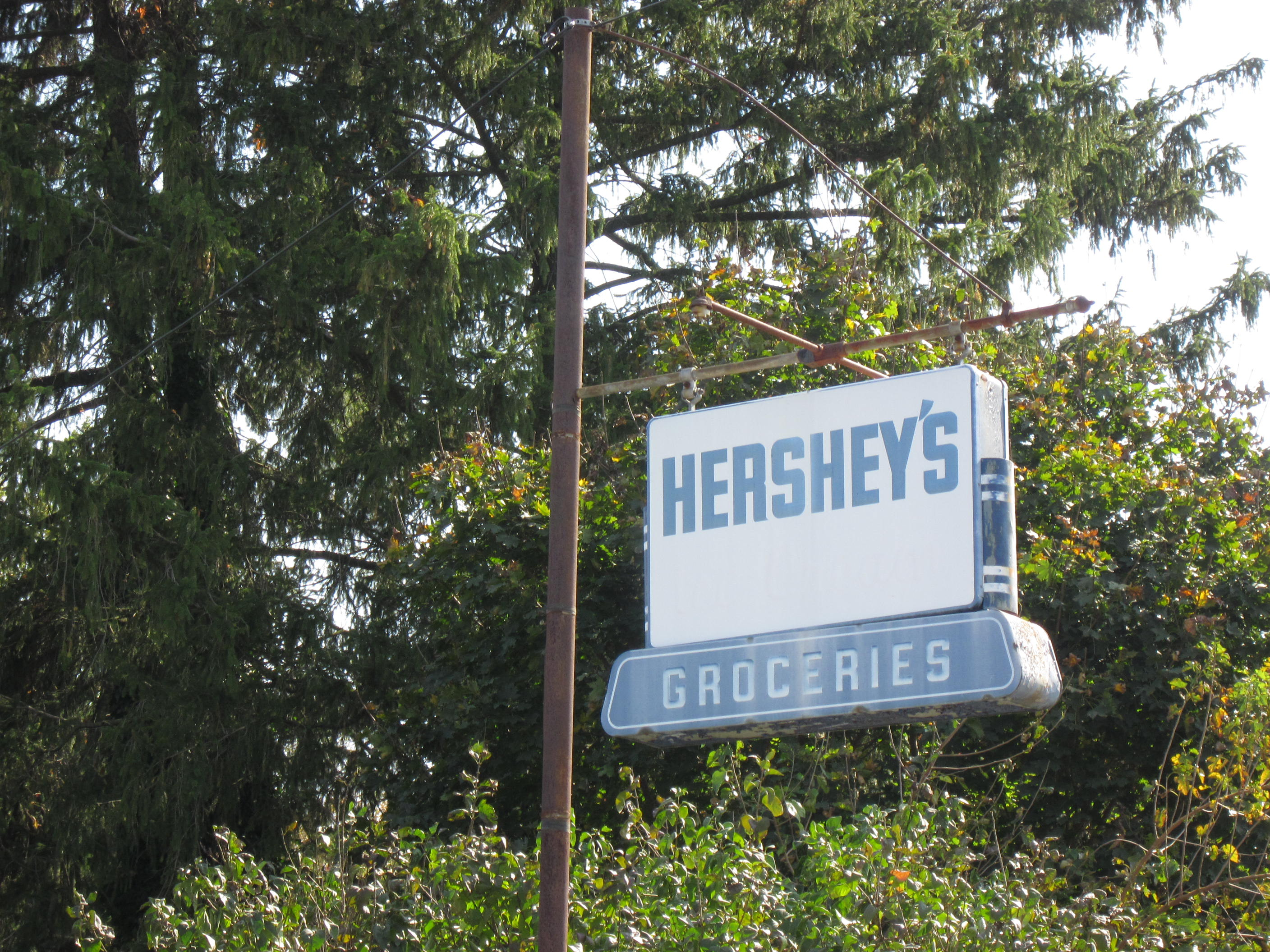
Стара вивіска продуктового магазину Херші Фалмут, Пенсільванія.

Херші Компанія(Hershey Creamery Company), також відома як Hershey's Ice Cream, це молочна фабрика, що виробляє бренд морозива Херші, сорбети, шербети, і заморожені йогурти і інші заморожені ласощі, такі як коктейль та смузі.
Заснована Якобом Херші та чотирма його братами в 1894 році (всі з яких не мають ніякого відношення до Мілтон С. Херші і його шоколадної компанії, яку він заснував також в 1894 році). Компанія була однією з перших, яка запропонувала споживачам розфасовані пінти морозива. У 1998 році вона модернізувала своє виробництво, щоб підвищити ефективність і скоротити витрати. Через схожі назви компаній, Hershey Creamery і Hershey Company мали досить багато судових баталій в тому числі судові позови щодо логотипа. В середині 1990-х, компанії врегулювали свої найбільш судові баталії в позасудовому порядку, за умови, що Hershey Creamery зазначатиме на упаковці інформацію, про те що не є частиною Hershey Company.
Сімейний бізнес налічує 450 співробітників і працює у 22 розподільних центрах у 28 штатах по всій східній та північно-східній частинах США У 2001 році компанія повідомила про прибуток у розмірі $ 4,1 млн з продажів, що сягають $ 91.4 млн доларів.

## Історія заснування
Брати Херші, Джейкоб, Ісаак, Джон, Періс, і Елі, заснували Hershey Creamery Company в 1894 році. Морозиво було упаковано в дерев'яні контейнери з металевим шаром всередині, розроблені та виготовлені братами. Контейнери були завантажені у вантажівки з льодом навколо них, щоб зберігати морозиво свіжим і холодним. Продавці їздили щоденними маршрутами для доставки продукту споживачам в окрузі та в прилеглих районах.
В 1920-х роках, компанія була об'єднана з Meyer Dairy Company, зберігши ім'я Херші. У 1926 році, попит на морозиво став перевищувати пропускну здатність ферми і компанія, яка щойно об'єдналась компанія побудувала свій перший завод морозива в Гаррісбергу, штат Пенсільванія. Під час Великої Депресії, компанія стала першою, що запропонувала продавати морозиво в розфасованих пінтах. Це дало поштовх створенню нових смаків морозива, такі як Мус Трекс, які потім були продані іншим виробникам. Після Другої світової війни, компанія продовжувала слідувати вимогам покупців і запровадила порційне морозиво у вигляді ескімо та морозива-сендвіч. У 1960 році сім'я Холдер стала повноцінним власником компанії.
Оскільки компанія росла, вона розподілила свої виробничі потужності. Тепер у Гаррісбергу змішували морозиво, а заморожування та фасування проводилось на новому заводі у Нижній Сватарі. Тоді як місцеві замовлення продовжували поставлятися у невеликих фургонах морозива Херші, компанія починає транспортувати більшу частину свого морозива вантажівками-холодильниками, що дало можливість розширити свій ринок за межі штату Пенсильванія. Це дозволило компанії постачати продукцію більш швидко після отримання замовлень і призвело до зменшення часу доставки продукції, забезпечуючи свіжість. На період літнього сезону, компанія значно збільшила свою робочу силу та орендувала додаткові холодильні приміщення, щоб справлятись з сезонними замовленями, оскільки усе морозиво вироблялось вручну. У 1998 році виробництво були модернізоване і автоматизоване, потім компанія придбала 105 акрів (0,42 км²) в сусідньому Міддлтауні, де було збудовано сучасний 1.3 млн куб. склад, що дозволило підвищити свою ефективність, знизивши потребу щоразу набирати нових працівників на літній сезон. Модернізація свого складу також покращило управління запасами, точність замовлень, і допомогло компанії продовжити своє зростання.